# TGcom
TGcom è stata una testata giornalistica, appartenente al gruppo Mediaset.

## Storia

Logo della testata utilizzato dal 2001 al 2004

È nata l'8 marzo 2001 sotto la direzione di Enrico Mentana, già direttore dal 1992 al 2004 del TG5 e dal 10 ottobre 2000 di Tg.com, e del vicedirettore vicario Emilio Carelli. Quest'ultimo diventerà direttore un anno dopo. Dal 16 giugno 2003 al 28 novembre 2011 il direttore è stato Paolo Liguori.
Questa testata era in onda anche in TV durante l'intervallo dei film in onda sulle reti Mediaset.
TGcom era un sito online e non aveva un corrispettivo cartaceo. Inoltre, si caratterizzava per l'attitudine a veicolare le notizie su canali mediatici diversi: ad esempio i servizi SMS e MMS oppure attraverso l'utilizzo di alcuni spazi-vetrina della durata di circa un minuto durante le interruzioni pubblicitarie dei film sulle tre principali reti Mediaset. Gli stessi notiziari andavano in onda ogni ora sui canali digitali Mediashopping, Canale 5, Italia 1, Rete 4 e Iris. Su quest'ultima andava in onda Cinema e dintorni, notiziario di cinema prodotto dalla redazione per poi diventarne a seguito della chiusura della testata un programma autonomo.

### Chiusura
Dopo essere stata inserita, nel 2010, nella redazione NewsMediaset guidata da Mario Giordano, TGcom è stato disattivato il 28 novembre 2011 alle ore 20:30, in concomitanza con il lancio della nuova rete televisiva all-news TGcom24 diretto sempre da Giordano. Anche il sito web è stato sostituito dal nuovo marchio.

## TGcom Meteo
Dal 7 ottobre 2002 al 18 maggio 2003 in coda al TGcom andava in onda TGcom Meteo, trasmesso nell'intervallo tra il primo e secondo tempo dei film sulle reti Mediaset. La grafica era quella delle rubriche di rete, ma con animazione statistica e senza le rispettive musiche di sottofondo, le cui previsioni meteorologiche erano lette da speaker. La rubrica è stata chiusa dopo un breve periodo e si è tornati alle rubriche meteo prodotte dai TG di ogni rete.

## TGfin
TGcom aveva anche una testata gemella denominata TGfin, dedicata alle notizie economiche e finanziarie. Per un breve periodo sono andati in onda su Rete 4 dei notiziari dedicati.

## Direttori
| Direttore      | Periodo                           |
| -------------- | --------------------------------- |
| Enrico Mentana | 8 marzo 2001 - 2003               |
| Emilio Carelli | 2003                              |
| Paolo Liguori  | 16 giugno 2003 - 28 novembre 2011 |